# FuCC Cricket-Viktoria 1897 Magdeburg
FuCC Cricket-Viktoria 1897 Magdeburg was een Duitse voetbal- en cricketclub uit Maagdenburg in de deelstaat Saksen-Anhalt. De club kwam tot stand op 16 juni 1897 door een fusie tussen FC Gut Stoß Magdeburg en FuCC Regatta Magdeburg. De club was medeoprichter van de Duitse voetbalbond.

## Geschiedenis
In 1900 sloot Cricket-Viktoria zich aan bij het nieuw opgerichte Verband Magdeburger Ballspiel-Vereine (VMBV) en werd daar in 1901 de eerste kampioen. De volgende jaren domineerde rivaal FC Viktoria 1896 de competitie. Na onenigheid met het bestuur van de VMBV en plaatselijke rivaal Viktoria 1896 verliet Cricket-Viktoria op 24 februari 1903 de bond en richtte samen met andere clubs de Magdeburger Sport-Vereinigung op. Twee maanden later keerde de club echter terug naar de VMBV. Nadat de bond in 1905 opgeslorpt werd door de Midden-Duitse bond ging de club in de competitie van Midden-Elbe spelen, dat in principe een verderzetting was want er speelden enkel clubs uit Magdeburg in de hoogste klasse.
In 1908 speelde Ernst Jordan, een van de eerste Duitse internationals, namens de club in een interland tegen Zwitserland.
In seizoen 1909/10 doorbrak Cricket-Viktoria de hegemonie van Magdeburger FC Viktoria dat tot dan toe elk seizoen de titel gewonnen had. In de Midden-Duitse eindronde werd de club verslagen door SC Erfurt 1895. Ook de volgende jaren werd de club kampioen, maar had geen succes in de eindronde. In 1913 eindigden ze met rivaal Viktoria 96 eerste en speelden ze een finale, die Viktoria 96 won, maar doordat ze een niet-speelgerechtigde speler opgesteld hadden werd de titel aan Cricket-Viktoria gegeven. Ook in 1914 eindigden beide teams gelijk en nu won de club wel verdiend de titel. In 1918 werd de club opnieuw kampioen en verloor dan van Hallescher FC 1896 in de eindronde.
Na de Eerste Wereldoorlog werd de competitie hervormd, de Kreisliga Elbe werd ingevoerd als nieuwe hoogste klasse, die vier competities verenigde. De club speelde nu enkel nog een bijrol in de competitie. Vanaf 1921 kwam er met Fortuna Magdeburg ook een nieuwe, succesvolle, club bij in de competitie. Na 1923 werd de Kreisliga Elbe ontbonden en werd de Midden-Elbecompetitie heringevoerd. In 1925 kon de club opnieuw de titel winnen, en bereikte de kwartfinale van de eindronde, waar ze van VfB Leipzig verloren. Twee jaar later werd de club opnieuw kampioen en verloor in de eindronde al in de tweede ronde van Dresdner SC. In 1929 werd de club een laatste keer kampioen en bereikte de kwartfinale van de eindronde, die ze van Chemnitzer BC verloren.
In 1933 werd de competitie geherstructureerd. De Midden-Duitse bond werd ontbonden en de vele competities werden vervangen door de Gauliga Mitte en Gauliga Sachsen. Uit Midden-Elbe plaatsten drie clubs zich voor de Gauliga. Door een zesde plaats moest de club het volgende seizoen aantreden in de Bezirksklasse Magdeburg-Anhalt. Daar werd de club de eerste kampioen en kon via de eindronde promotie afdwingen. De club eindigde in het eerste seizoen gedeeld derde. In 1936 werd de club vicekampioen achter 1. SV 03 Jena. Na een plaats in de middenmoot werd de club in 1938 opnieuw vicekampioen. De volgende jaren eindigde de club in de middenmoot tot ze in 1942 degradeerden. Het volgende seizoen eindigde de club in de subtop. Na dit seizoen werd de 1. Klasse ontbonden en vond er enkel competitie plaats in de 2. Klasse, die nu de tweede klasse vormde omdat deze regionaal verder onderverdeeld was, hier zijn geen standen meer van bekend.
Na het einde van de Tweede Wereldoorlog werden alle Duitse voetbalclubs ontbonden. In Oost-Duitsland werd een groot aantal clubs, waaronder Cricket-Viktoria, niet meer heropgericht.

## Erelijst
Kampioen Midden-Elbe
1909/10, 1910/11, 1911/12, 1912/13, 1913/14, 1917/1918, 1924/25, 1927/28, 1928/29
Kampioen Magdeburg
1901